# Tokugawa Narimasa
Tokugawa Narimasa (徳川 斉匡, né le 3 juin 1779, mort le 8 juillet 1848) est un samouraï de l'époque d'Edo. Fils d'Harusada Tokugawa, il succède à Tokugawa Haruaki comme chef de la branche Tayasu du clan Tokugawa qui n'est plus dirigée depuis quelque temps.